# Glaciacantha jason
Glaciacantha jason är en ormstjärneart som beskrevs av Fell 1961. Glaciacantha jason ingår i släktet Glaciacantha och familjen knotterormstjärnor. Inga underarter finns listade i Catalogue of Life.